# پرچم خالیسکو
پرچم خالیسکو در ۳ فوریه ۲۰۱۴ پذیرفته شد. ترکیب رنگ پرچم از دو رنگ زرد وآبی عمودی می باشد.